# Eiko Matsuda
Eiko Matsuda (Yokohama, 18 maggio 1952 – Tokyo, 9 marzo 2011) è stata un'attrice giapponese, nota per aver interpretato il ruolo della protagonista Sada Abe nel film Ecco l'impero dei sensi di Nagisa Ōshima.

## Biografia
Attrice nella compagnia teatrale Tenjō Sajiki dell'intellettuale Shūji Terayama, fu la prima ragazza a cui Nagisa Ōshima, insieme al line producer Kōji Wakamatsu, fece il casting per la parte di Sada Abe nel controverso film Ecco l'impero dei sensi. Circa cinquanta ragazze fecero i provini e fu lei ad ottenere la parte. Ōshima in un'intervista dell'aprile 1983 di Katsue Tomiyama disse "Aveva una pelle delicata, senza dubbio, ma è stata la delicatezza del suo cuore, qualcosa che si vide fin dall'inizio, a far sì che volessi lei per questo ruolo".
Il film era caratterizzato da lunghe sequenze girate da esibizione di nudità e contenuti sessuali non simulati. Il processo di ripresa fu complicato dal rischio di accuse di oscenità per cui fu tenuto sotto stretto controllo per evitare che le autorità ne venissero a conoscenza. Gli operatori coinvolti sottolinearono la cortesia di Ōshima, che si assicurava che di far sgomberare il set quando venivano girate scene di sesso. Alla première in Giappone, il cui pubblico non era abituato a simili produzioni sul circuito maggiore, l'opera fu pesantemente censurata e considerata scandalosa.  Sebbene anche le recensioni negative avessero elogiato l'attrice per il suo impegno e l'intensità emotiva, la percezione pubblica di lei in Giappone era quella di una persona moralmente compromessa, sporcata dal suo coinvolgimento e inadatta per un lavoro cinematografico serio . Questo giudizio fece in modo che la carriera della Matsuda venisse stroncata sul nascere a differenza di quella dell'interprete maschile, Tatsuya Fuji, che invece continuò ad ottenere numerosi ruoli cinematografici dopo questo film, lasciandosi alle spalle le sue radici di attore televisivo di medio livello . Un anno dopo l'uscita del film, prima di entrare nella lista nera dei produttori giapponesi, la Matsuda riuscì a girare tre pellicole con noti registi: L'impero dei sensi n. 2 di Ikuo Sekimoto, che non ha niente a che fare con il precedente, Doberman Cop di Kinji Fukasaku ed Eros Eterna di Wakamatsu. Comunque si trattava di pellicole pinku eiga di scarso rilievo. Le furono offerte parti solo in film porno per cui fu costretta a lasciare il suo paese a trasferirsi nella più tollerante Parigi.
Nel 1982, dopo circa tre anni, recitò in Cinq et la peau, un film francese minore, e un anno dopo concesse un'intervista presso il proprio appartamento al giornalista Donald Richie. La Matsuda appariva contenta della sua vita che descrisse come "interessante", evidenziando come alcune attrici che osarono meno di lei ebbero molti più problemi con la loro futura carriera e che l'unico giornale che parlò bene di lei fu Nippon Sports che la definì "coraggiosa". Nel documentario francese del 2010 Once Upon a Time... In the Realm of the Senses, il produttore francese del film Anatole Dauman affermò che in seguito a un tumore al cervello la Matsuda venne riportata dal padre in Giappone per ulteriori cure e che dopo questo evento non ebbe più sue notizie, neanche dai suoi amici più intimi.

## Filmografia
- Ecco l'impero dei sensi, regia di Nagisa Ōshima (1976)
- L'impero dei sensi n. 2, regia di Ikuo Sekimoto (1977)
- Doberman Cop, regia di Kinji Fukasaku (1977)
- Eros Eterna, regia di Kōji Wakamatsu (1977)
- Pinku saron: Kôshoku gonin onna, regia di Noboru Tanaka (1978)
- Sochiyo no kubi, regia di Sadao Nakajima (1979)
- Cinq et la peau, regia di Pierre Rissient (1982)